# کاسپار تایمسو
کاسپار تایمسو (استونیایی: Viljandi Sõudeklubi؛ زادهٔ ۳۰ آوریل ۱۹۸۷) قایقران روئینگ اهل استونی است.
از افتخارات وی می‌توان به کسب مدال برنز قایقرانی روئینگ چهار نفره دو پارو در بازی‌های المپیک تابستانی ۲۰۱۶ اشاره کرد.